# ويليام بي. تشارلز
ويليام بي. تشارلز (بالإنجليزية: William B. Charles)‏ هو سياسي أمريكي، ولد في 3 أبريل 1861 في غلاسكو في المملكة المتحدة، وتوفي في 25 نوفمبر 1950 في أمستردام في الولايات المتحدة. حزبياً، نشط في الحزب الجمهوري. وقد انتخب عضو جمعية ولاية نيويورك وانتخب عضو مجلس النواب الأمريكي.